# Risdeárd mac Deamhain an Chorráin Bourke
Risdeárd mac Deamhain an Chorráin Bourke, (mort en ?) est le 22e Seigneur de Mayo  en 1601-1602

## Origine
Risdeárd mac Deamhain an Chorráin Bourke est le fils  Ricard an  Chorráin Bourke fils de  Risdeárd lui même fils cadet de Uilleag Bourke le fils de Edmund na Féasóige Bourke le 4e Mac William Íochtar.

## Règne
Risdeárd mac Deamhain an Chorráin Bourke Mac William Íochtar  est prétendant au titre de Mac William Eighter en opposition à Tibbot MacWalter Kittagh Bourke pendant la Guerre de Neuf Ans en Irlande:

## Unions et postérité
Risdeárd mac Deamhain an Chorráin Bourke laisse un fils :
- Ricard connu sous le nom de Captain Trowse

## Sources
- (en) T.W Moody, F.X. Martin, F.J. Byrne A New History of Ireland , Volume IX Maps, Genealogies, Lists. A companion to Irish History part II . Oxford University Press réédition 2011  (ISBN 9780199593064).